# Royal Perth Yacht Club
Il Royal Perth Yacht Club è uno dei più famosi yacht club australiani.
La sede del club è in Australia II Drive, nel sobborgo di Crawley a Perth, in Australia.
Oltre alla sede centrale, il club ha aperto il Fremantle Annexe, a Fremantle.

## Guidone
Nel 1891 il vecchio guidone blu fu sostituito da una Croce di San Giorgio triangolare con la corona di St Edward in alto.

## Eventi sportivi

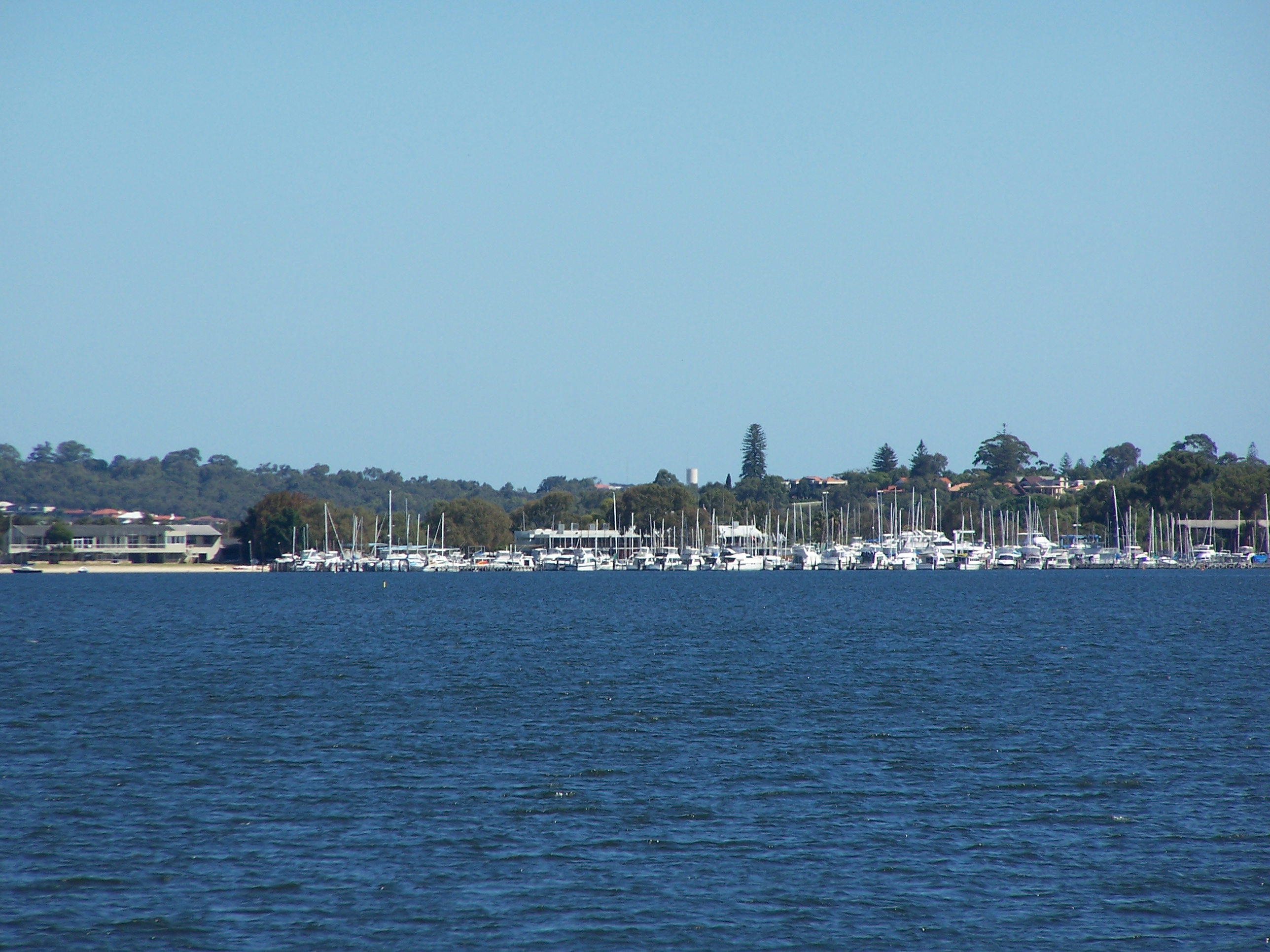
Vista dello Royal Perth Yacht Club

Il Royal Perth Yacht Club ha organizzato diversi eventi e regate a livello internazionale.

### America's Cup
Il Club ha partecipato a diverse edizioni della America's Cup come sfidante: 1974, 1977 e 1980 senza riuscire a vincere. Nel 1983, con l'imbarcazione Australia II, ha vinto la prima Louis Vuitton Cup per guadagnarsi il diritto di sfidare il defender statunitense. Successivamente ha conquistato la America's Cup dopo 132 anni di dominio del New York Yacht Club. La strada in cui si trova la sede del club australiano venne rinominata per l'occasione Australia II Drive.
Il club nel 1986 e 1987, in qualità di defender, istituì una sfida tra sindacati australiani per essere rappresentato alla America's Cup del 1987. Vinse il sindacato Taskforce'87 di Kevin Parry, con Kookaburra. Tuttavia gli australiani non riusciranno a tenere la coppa nella sfida finale con gli americani di Stars & Stripes.